# California Love
«California Love» — первый сингл с альбома All Eyez on Me Тупака Шакура, записанного совместно с Dr. Dre и Roger Troutman. Сингл был записан как знак возвращения Тупака из тюрьмы, в которой он отбывал годичный срок. Совместно с треком «How Do U Want It», сингл продержался две недели на вершине чарта Billboard Hot 100, вследствие чего был номинирован на многие «Грэмми» награды, такие как, «Лучшее сольное рэп-исполнение» и «Лучшее рэп-исполнение дуэтом или группой».
Оригинальная версия трека присутствует на альбоме Greatest Hits, но собственно ничем не отличается ремастера. «California Love» — единственный трек Тупака, который был включён в список «500 величайших песен всех времён по версии журнала Rolling Stone».
«California Love» — один из двух треков на альбоме, спродюсированных Dr. Dre; второй трек — «Can’t C Me», который изначально предполагался выйти в 1993—1994 гг., на альбоме «Helta Skelta», — невыпущенном совместном альбоме Dr. Dre & Ice Cube, но был отдан Шуг Найтом Тупаку.

## Видеоклип
Клип на композицию снят в двух вариантах — на обычную версию и ремикс. Первая версия клипа снята по теме фильма «Безумный Макс 3: Под куполом грома», в котором время действия происходит в 2095 году. Главного злодея в первой версии клипа играет Джордж Клинтон, вместе с комиком Крисом Такером. Вторая версия клипа — ремикс, является продолжением первой версии, но уже в нынешнем времени.
Первый видеоклип был номинирован на многие награды, и попал в список «100 Greatest Videos Ever Made» по версии телеканала «MTV».

## Дорожки
| - Макси 12" и CD 1. «California Love» (Long Radio Edit) — 4:45 2. «California Love» (LP Instrumental) — 4:17 3. «California Love» (Long Remix Edit) — 4:46 4. «California Love» (Remix Instrumental) — 4:11 - Аудиокассета 1. «California Love» (Short Radio Edit) — 4:00 2. «California Love» (Short Remix Edit) — 4:03 3. «California Love» (Short Radio Edit) — 4:00 4. «California Love» (Short Remix Edit) — 4:03 | - 7" и CD 1. «California Love» (Short Radio Edit) — 4:00 2. «California Love» (Short Remix Edit) — 4:03 - Промо 12" и CD 1. «California Love» (Short Radio Edit) — 4:00 2. «California Love» (Long Radio Edit) — 4:45 3. «California Love» (LP Instrumental) — 4:17 4. «California Love» (Short Remix Edit) — 4:03 5. «California Love» (Long Remix Edit) — 4:46 6. «California Love» (Remix Instrumental) — 4:11 |

## Семплы
| - «Woman to Woman» — Джо Кокер - «California Knows How to Party» — Роджер Траутман | - «West Coast Poplock» — Ronnie Hudson & The Street People - «Intimate Connection»** — Kleeer |

(**) данный семпл добавлен только в ремикс композицию.

## Прочее
- В 11 сезоне американского мультсериала «South Park», в эпизоде «Ночь живых бомжей», звучит переделанная версия трека, в исполнении героев сериала — Эрика Картмэна и Кайла Брофловски.
- Американский рэпер Game записал свой ремикс на трек «California Love», сохранив оригинальные биты трека. Тупак присутствует на треке.
- Отрывок песни проигрывается в начале фильма "Инопланетное вторжение: Битва за Лос-Анджелес" ("24 часа до контакта с противником").